# 교도 통신사
교도 통신사(일본어: 共同通信社, きょうどうつうしんしゃ)는 1945년에 설립된 일본의 통신사인 사단법인이다.
국내외의 뉴스나 사진, 기사 관련 정보를 일본 전역의 신문사나 NHK, 민간방송국을 중심으로 제공·전달하는 비영리 통신사이다. 제2차 세계대전 종전(일본의 항복) 이후에 설립됐고, 비영리 협동조합 형태를 유지하고 있다. 약 1천명의 저널리스트와 사진기자가 있다. 이중 절반 이상은 도쿄 본사에서 일하고 있고, 나머지는 5개의 권역 사무소와 48개 지국에서 근무하고 있다. 약 70명의 상근 특파원과 40명의 통신원을 해외 50개 지역에 배치해놓고 있다. 신문사 가입자들의 누적 발행부수는 약 5천만부에 이른다.

## 연혁

### 교도 통신사 설립 이전
- 1901년 주식회사 일본전보통신사(日本電報通信社) 설립
- 1936년 사단법인 동맹통신사(同盟通信社) 설립
- 1945년 사단법인 동맹통신사(同盟通信社) 해체

### 교도 통신사 설립 이후
- 1945년 교도 통신사 설립 (회원 신문과 일본방송공사(현재는 NHK) 투자)
- 1972년 자회사 K.K. 교도뉴스 설립
- 1982년 미국 자회사 KNI 설립

## 해외 총지국 및 통신원
아시아
- 중국총국 (베이징)
  - 상하이지국
  - 광저우지국
- 홍콩지국
- 타이베이지국
- 울란바토르지국
- 평양지국
- 서울지국
- 방콕지국
- 양곤지국
- 마닐라지국
- 자카르타지국
- 하노이지국
- 프놈펜지국
- 싱가포르지국
- 뉴델리지국
- 이슬라마바드지국
- 카불지국

오세아니아
- 시드니지국

중동
- 카이로지국
- 예루살렘지국
- 테헤란지국
- 바그다그지국

아프리카
- 나이로비지국

북아메리카
- 워싱턴지국
- 뉴욕지국
- 보스턴지국
- 로스엔젤레스지국
- 시에틀지국
- 멕시코지국
- 하바나지국

남아메리카
- 리우데자네이루지국

유럽
- 브뤼셀지국
- 런던지국
- 파리지국
- 베를린지국
- 프랑크푸르트지국
- 로마지국
- 제네바지국
- 베오그라드지국
- 빈지국
- 바르샤바지국
- 모스크바지국
- 블라디보스토크지국

해외 통신원
- 울란바토르
- 카트만두
- 이슬라마바드
- 카불
- 베이루트
- 샌프란시스코
- 호놀룰루
- 부에노스아이레스
- 스톡홀름
- 블라디보스토크

## 제휴 통신사
- 대한민국 : 연합뉴스